# ElPozo Murcia Turística FS
ElPozo Murcia FS is een futsalclub uit het Spaanse Murcia.
De club is in 1986 opgericht en hun thuisstadion is Palacio de Deportes met een capaciteit van 7.500 toeschouwers.
De belangrijkste sponsor van de club is ElPozo.